# اکیبن (کنش جنسی)

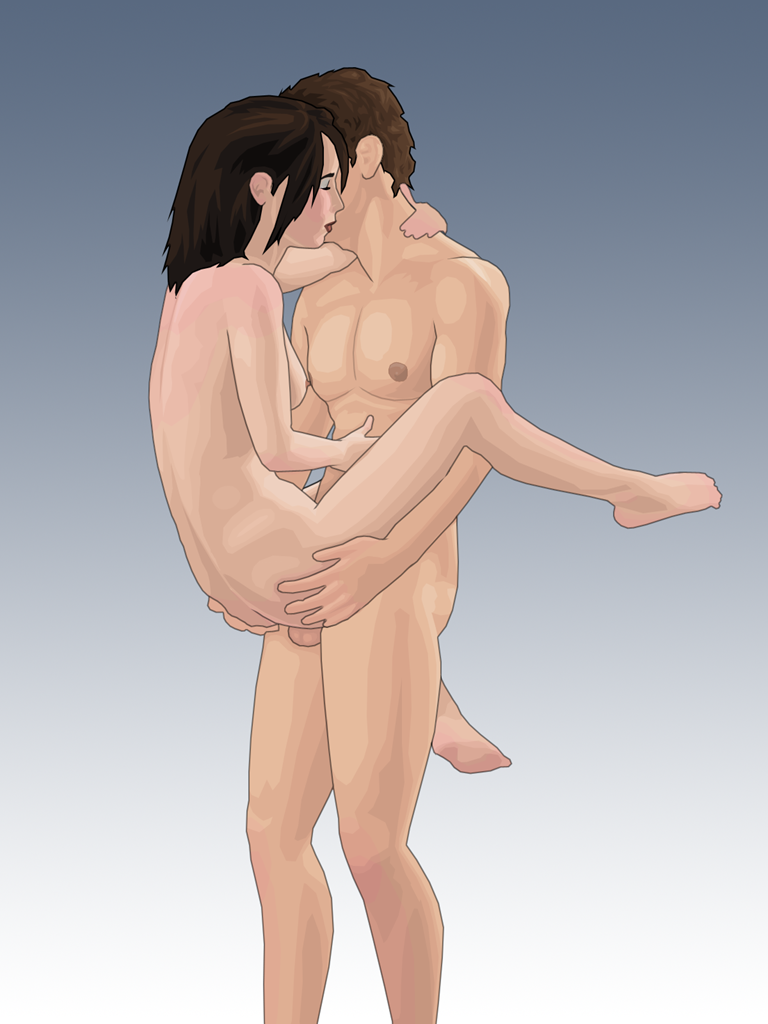
مرد ایستاده است و همزمان که زن را حمل می‌کند، با او دخول نیز دارد.

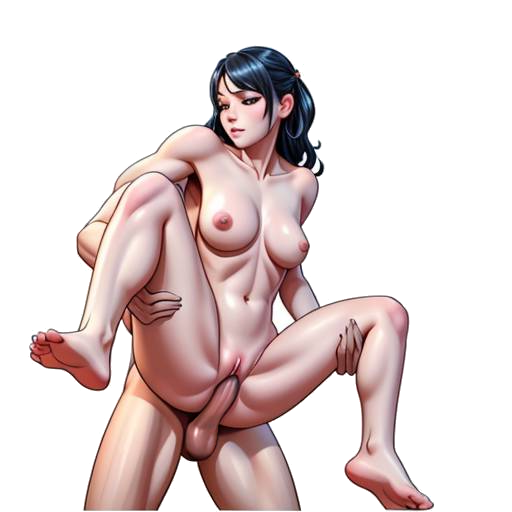
حالت معکوس یا وضعیت هایمِن اِکیبِن

اکیبن (به ژاپنی: 駅弁) به یک پوزیشن جنسی گفته می‌شود که در آن زن به صورت ایستاده توسط مرد حمل می‌شود و همزمان با او دخول برقرار می‌کند.

## ریشه‌شناسی
این عمل به جعبه‌ای که با غذا پر شده و توسط فروشندگان در ایستگاه‌های قطار یا رویدادهای ورزشی فروخته می‌شود، به نام «اکیبن» نامگذاری شده است. این واژه ابتدا توسط بازیگر ژاپنی، چوکوبال موکای، رایج شد.

## عمل
در این حالت، معمولاً مرد، زن را رو در رو بلند می‌کند و آلت تناسلی مرد داخل واژن زن قرار می‌گیرد و در حالت ایستاده با هم نزدیکی می‌کنند. این حالت می‌تواند به صورت نشسته یا زمانی که زن به دیوار تکیه داده نیز انجام شود.
در بسیاری از هنرها (مانند نقاشی و مجسمه‌سازی) و همچنین ویدئوهای پورنوگرافی، این نوع از حالت آمیزش به تصویر کشیده می‌شود.